# George Washington Stephens
George Washington Stephens, né le 22 septembre 1832 et décédé le 20 juin 1904, était un homme d'affaires, un avocat et un homme politique canadien. Il a été député à l'Assemblée législative du Québec et ministre au sein des cabinets de Félix-Gabriel Marchand et de Simon-Napoléon Parent.

## Biographie
George Washington Stephens est né à Swanton au Vermont le 22 septembre 1832. Son père était un riche marchand originaire du Vermont qui déménagea à Montréal au Québec dans les années 1830. George Washington Stephens est né à Swanton tandis que sa mère y était en visite. En 1863, il fut diplômé en droit du Collège McGill et fut admis au Barreau du Québec.
En 1865, il se maria à Elizabeth Mary McIntosh. En 1866, ils ont un fils, George Washington Stephens Jr.. À la suite de la mort subite et non prévue d'Elizabeth, George maria sa jeune sœur, Frances Ramsey McIntosh (en).
En 1868, George Stephens a été élu en tant que conseiller pour le quartier Saint-Laurent au Conseil municipal de Montréal. Il fut membre de ce conseil de 1868 à 1879, de 1881 à 1882 et de 1889 à 1892.
En 1881, il a été élu député à l'Assemblée législative du Québec pour représenter la circonscription de Montréal-Centre avec le Parti libéral du Québec. Lors des élections de 1886 et de 1890, il a été défait. Il a été élu à nouveau lors des élections de 1892 et de 1897 pour représenter la circonscription de Huntingdon. En 1897, il a été nommé ministre sans portfolio au sein du cabinet du premier ministre Félix-Gabriel Marchand. Il a été renommé au même poste dans le cabinet du premier ministre Simon-Napoléon Parent. Il ne se présenta pas aux élections de 1900 et fut nommé à la commission provinciale sur la colonisation en 1902.
Son fils, George Washington Stephens, fut également un homme politique au Québec.

## Annexe